# Hiroki Mihara
Hiroki Mihara (三原 廣樹 Mihara Hiroki?, nacido el 20 de abril de 1978 en Saga) es un exfutbolista japonés. Jugaba de centrocampista y su último club fue el FC Ryukyu de Japón.

## Trayectoria

### Clubes
| Club                  | País    | Año         |
| --------------------- | ------- | ----------- |
| Nagoya Grampus Eight  | Japón   | 1997 - 2002 |
| Universitatea Craiova | Rumania | 1999        |
| Sagan Tosu            | Japón   | 2000        |
| Avispa Fukuoka        | Japón   | 2002        |
| Consadole Sapporo     | Japón   | 2003 - 2005 |
| FC Ryukyu             | Japón   | 2006 - 2007 |